# Leandro Barcia
Leandro Barcia Montero, noto semplicemente come Leandro Barcia (Florida, 5 gennaio 1992), è un calciatore uruguaiano, attaccante del Cerro.

## Caratteristiche tecniche
È un'ala destra.

## Carriera

### Club
Cresciuto nel settore giovanile del Nacional, ha esordito in prima squadra il 19 aprile 2014 disputando l'incontro di Primera División Profesional de Uruguay vinto 3-0 contro il Cerro Largo.
Il 15 gennaio 2019 è stato acquistato a titolo definitivo dal Goiás.

## Palmarès

### Competizioni nazionali
- Campionato uruguaiano: 2

Nacional: 2014-2015, 2016
- Torneo Intermedio: 2

Nacional: 2017, 2018

### Competizioni statali
- Campionato Goiano: 1

Atlético Goianiense: 2022